# Reformierte Kirche Muhen

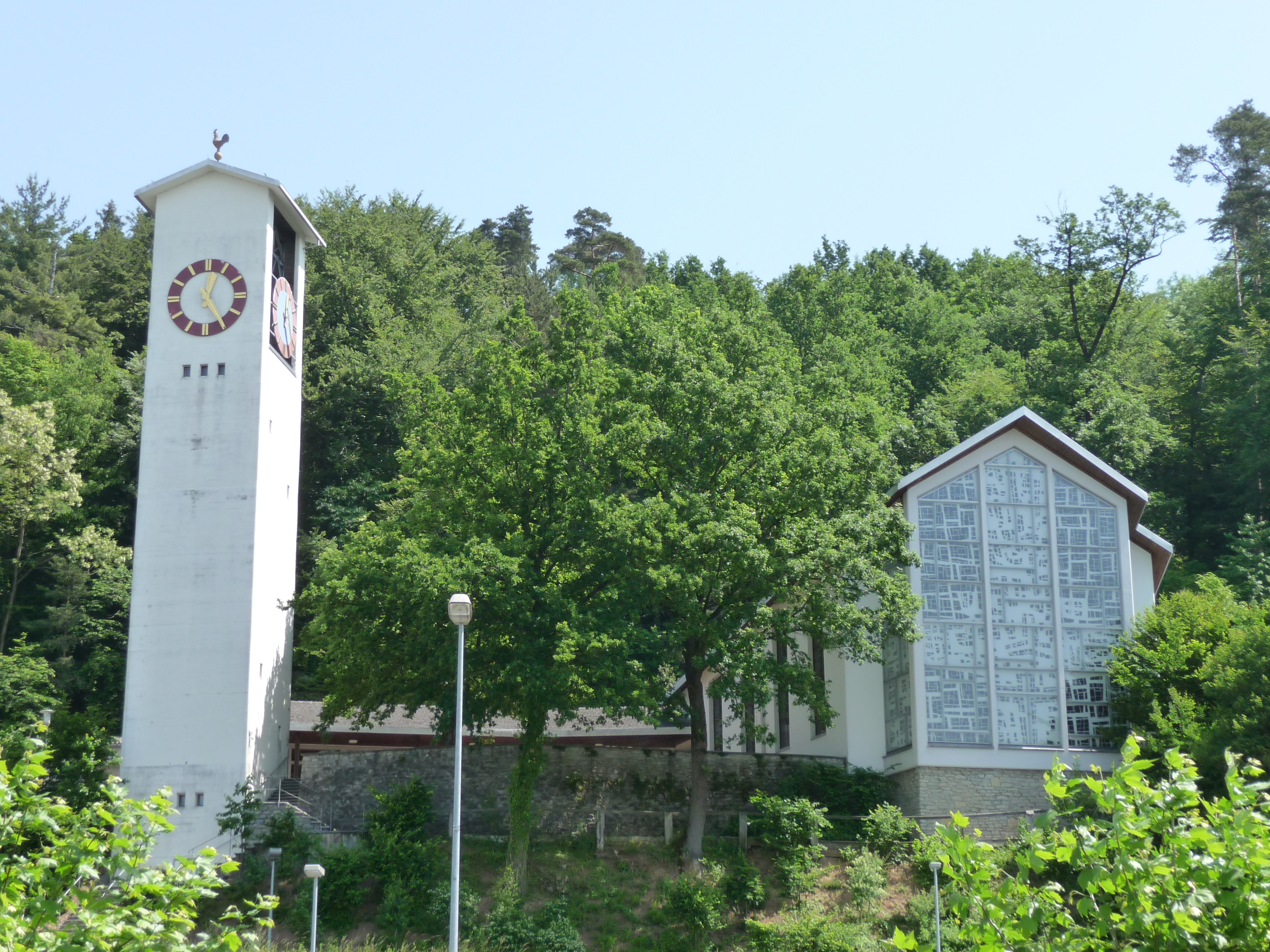
Reformierte Kirche Muhen

Die reformierte Kirche Muhen  ist die reformierte Kirche in der aargauischen Gemeinde Muhen in der Schweiz. Sie wurde 1961 eingeweiht.

## Geschichte
Ursprünglich gehörten die Müheler Reformierten zu zwei verschiedenen Kirchgemeinden, die einen zu Schöftland, die anderen zu Oberentfelden. Der Beschluss zur Gründung einer eigenen Kirchgemeinde erfolgte am 8. Dezember 1946 und wurde durch die Beschlüsse der aargauischen Reformierten Synode und des Grossen Rats auf den 1. Januar 1948 umgesetzt. Die Reformierten mussten aber nochmals 13 Jahre warten, bis sie 1961 ihre Kirche einweihen konnten. Voraus gingen lange Diskussionen um den Standort und das Aussehen der Kirche. Das umgesetzte Projekt wurde schliesslich vom Architekten Hans Hauri (1912–1986) aus Reinach entworfen und gebaut. Die Glasfenster der Kirche stammen von Heini Widmer, damals Leiter des Aargauer Kunsthauses und sind in Beton-Glas-Technik gefertigt. Die Kirche mit angebauten Kirchgemeindehaus und Glockenturm ist mit ihrer Lage am Hang Ortsbild prägend.